# Final Fantasy Legend III
 (avril 2019).
Si vous disposez d'ouvrages ou d'articles de référence ou si vous connaissez des sites web de qualité traitant du thème abordé ici, merci de compléter l'article en donnant les références utiles à sa vérifiabilité et en les liant à la section « Notes et références ».
Final Fantasy Legend III (Jikū no Hasha ~ Sa·Ga 3 [Kanketsu Hen], 時空の覇者 Sa・Ga3 [完結編], littéralement Le Maître du Temps et de l'Espace ~ SaGa3 [Chapitre final]) est un jeu vidéo de rôle sorti en 1991 au Japon et en 1993 aux États-Unis sur Game Boy. Il a été développé et édité par Square. C'est le troisième opus de la série de jeux vidéo SaGa. Il a été porté sur Nintendo DS en 2011.